# Christian Clemenson
Christian Clemenson (Humboldt (Iowa), 17 maart 1958) is een Amerikaans acteur.

## Biografie
Clemenson werd geboren en groeide op in Humboldt (Iowa), en doorliep de high school aan de Phillips Academy in Andover (Massachusetts) waar hij in 1976 zijn diploma haalde. Hierna ging hij studeren aan de Harvard College in Cambridge (Massachusetts) waar hij in 1980 zijn diploma haalde en haalde daarna in 1984 zijn diploma aan de Yale School of Drama in New Haven (Connecticut). Tijdens zijn studietijd was hij al actief als acteur in het schooltheater en lokale theaters.
Clemenson begon in 1985 met acteren in de televisieserie Fame, waarna hij nog meerdere rollen speelde in televisieseries en films. Hij is vooral bekend van zijn rol als Jerry Espenson in de televisieserie Boston Legal waar hij in 50 afleveringen speelde (2005-2008) en als Dr. Tom Loman in de televisieserie CSI: Miami waar hij in 52 afleveringen speelde (2009-2012). Voor zijn rol in Boston Legal werd hij in 2008 en 2009 samen met de cast genomineerd voor een Screen Actors Guild Award en in 2007 en 2009 werd hij genomineerd voor een Daytime Emmy Award. In 2006 won hij een Daytime Emmy Award in de categorie Uitstekende Gastacteur in een Dramaserie. 

## Filmografie

### Films
Uitgezonderd korte films.
- 2021 Malignant - als dr. Victor Fields
- 2021 No Man of God - als dr. James Dobson
- 2016 Live by Night - als Ritz investeerder
- 2014 Not Safe for Work – als Alan Emmerich
- 2011 J. Edgar – als inspecteur Schell
- 2010 Ashely's Ashes – als pastoor Tim
- 2006 United 93 – als Thomas E. Burnett jr.
- 1999 Lost & Found – als Ray
- 1998 Mighty Joe Young – als Jack
- 1998 Armageddon – als brommende man
- 1998 Almost Heroes – als pastoor Girard
- 1998 The Big Lebowski – als politieagent
- 1995 Apollo 13 – als Dr. Chuck
- 1993 Josh and S.A.M. – als politieagent
- 1992 Hero – als Conklin
- 1991 The Fisher King – als Edwin
- 1990 Bad Influence – als Pismo Boll
- 1988 Disaster at Silo 7 – als kolonel Brandon
- 1988 Daddy's Boys – als Otis
- 1988 Why on Earth? – als mr. Jones
- 1987 Broadcast News – als Bobby
- 1987 Surrender – als droom advocaat
- 1987 Making Mr. Right – als Bruce
- 1987 Independence – als Isaiah Creed
- 1987 Black Widow – als Artie
- 1986 Heartburn – als Sidney
- 1986 Legal Eagles – als klerk
- 1986 Hannah and Her Sisters – als Larry

### Televisieseries
Uitgezonderd eenmalige gastrollen.
- 2024 A Man in Full - als Stroock - 5 afl.
- 2022-2023 Julia - als James Beard - 2 afl.
- 2014-2017 Turn - als Martin De Young - 7 afl.
- 2017 Colony - als Dan Bennett - 10 afl.
- 2016 American Crime Story - als Bill Hodgman - 10 afl.
- 2014 Legends - als mr. Porter - 3 afl.
- 2013 Shameless – als Christopher Collier – 2 afl.
- 2012 Harry's Law – als Sam Berman – 5 afl.
- 2009-2012 CSI: Miami – als dr. Tom Loman – 52 afl.
- 2009 The Mentalist – als dr. Roy Carmen – 2 afl.
- 2005-2008 Boston Legal – als Jerry Espenson – 50 afl.
- 2004-2005 Veronica Mars – als Abel Koontz – 4 afl.
- 2003 The Division – als Leo Spivey – 2 afl.
- 1995 Lois & Clark: The New Adventures of Superman – als Rollie Vale – 2 afl.
- 1993-1994 The Adventures of Brisco County Jr. – als Socrates Poole – 27 afl.
- 1990 Capital News – als Todd Lunden – 13 afl.
- 1988 Family Ties – als mr. Flaherty – 2 afl.
- 1987 It's Garru Shandling's Show – als Al – 2 afl.

- Biblioteca Nacional de España: XX5101370
- Bibliothèque nationale de France: cb141651238 (data)
- International Standard Name Identifier: 0000 0001 2125 4147
- Library of Congress Control Number: no2004011728
- Nationale Bibliotheek van Tsjechië: xx0153327
- Nationale Bibliotheek van Israël: 987007445083405171
- Nederlandse Thesaurus van Auteursnamen: 297345451
- Système universitaire de documentation: 112907512
- Virtual International Authority File: 27276120
- WorldCat: E39PBJbCVydKxrHr3HKmyqGmBP